# Kopyta (Grande-Pologne)
Pour les articles homonymes, voir Kopyta.
Kopyta (prononciation : [kɔˈpɨta]) est un village polonais de la gmina de Brodnica dans le powiat de Śrem de la voïvodie de Grande-Pologne dans le centre-ouest de la Pologne.
Il se situe à environ 3 kilomètres au sud-ouest de Brodnica (siège de la gmina), à 11 kilomètres à l'ouest de Śrem (siège du powiat) et à 32 kilomètres au sud de Poznań (capitale régionale).

## Histoire
De 1975 à 1998, le village faisait partie du territoire de la voïvodie de Poznań.

Depuis 1999, Kopyta est situé dans la voïvodie de Grande-Pologne.
En 2006, le village comptait 60 habitants.